# باول جبريل أنطوان
باول جبريل أنطوان (بالفرنسية: Paul Gabriel Antoine)‏ هو عالم عقيدة فرنسي، ولد في 10 يناير 1678 في لونفيل في فرنسا، وتوفي في 22 يناير 1743 في Pont-à-Mousson ‏ في فرنسا.